# Piège pour Cendrillon (film, 1965)
Pour plus de détails, voir Fiche technique et Distribution.
Piège pour Cendrillon est un film franco-italien réalisé par André Cayatte, sorti en 1965 et adapté du roman éponyme de Sébastien Japrisot.

## Synopsis
À la suite d'un incendie dont elle a été victime, une jeune fille, Michèle, est soignée dans une clinique. Grâce à la chirurgie esthétique, on a pu réparer les maux physiques dont elle souffrait, mais il lui reste une profonde trace de cet accident : elle est devenue totalement amnésique. Petit à petit, elle réapprend les mots, les idées, la vie.
Nièce d'une riche Italienne fabricante de chaussures, La Raffermi, elle a été en grande partie élevée par une gouvernante, Jeanne Murneau. Celle-ci va s'efforcer de lui faire retrouver la mémoire en lui évoquant des scènes qu'elle a pu vivre autrefois. Mais Michèle se rend compte que son passé a peut-être été plus lourd que celui qui lui est révélé. Quels étaient les rapports exacts entre "Mi" (c'est-à-dire en principe elle) et "Do", sa rivale disparue ? Est-elle la victime d'un accident, voire d'un assassinat ou bien est-elle la coupable ?
Au fur et à mesure de son enquête, son désarroi ne fait qu'augmenter à mesure que se révèle la noirceur de certaines situations. Devant la vérité qu'elle pressent, "Michèle" préfère retourner au néant pour toujours.

## Fiche technique
- Titre : Piège pour Cendrillon
- Réalisation : André Cayatte
- Scénario : André Cayatte et Jean Anouilh d'après le roman de Sébastien Japrisot, Piège pour Cendrillon (Éditions Denoël, 1963)
- Dialogues : Jean Anouilh
- Musique : Louiguy
- Photographie : Armand Thirard
- Son : René Longuet
- Décors : Robert Clavel
- Costumes : Tanine Autré
- Montage : Paul Cayatte
- Pays d'origine :  France,  Italie
- Producteur : Alain Poiré
- Sociétés de production : Gaumont International (France), Jolly Film (Italie)
- Société de distribution : Revus & Corrigés, Gaumont International
- Format : noir et blanc — 1,66:1[1],[2] Franscope — son monophonique — 35 mm
- Genre : thriller
- Durée : 115 minutes
- Date de sortie :
  - France : 22 octobre 1965

## Distribution
- Dany Carrel : l'amnésique / Michèle Isola / Dominique Loï
- Madeleine Robinson : Jeanne Murneau
- Hubert Noël : François
- Jean Gaven : Gabriel
- René Dary : le docteur Doulin
- Francis Nani : Serge
- Robert Dalban : le patron du garage
- Lucien Callamand : le docteur d'Antibes
- Dominique Davray : la concierge
- Héléna Manson : l'infirmière
- Émile Riandreys : le portier
- Edmond Tamiz : le valet de chambre
- Julien Verdier : l'employé du garage

### Revue de presse
- Michel Duvigneau, « Piège pour Cendrillon », Téléciné no 126, Paris, Fédération des Loisirs et Culture Cinématographique (FLECC), décembre 1965, p. 37,  (ISSN 0049-3287)